# Battle Hymns MMXI
Battle Hymns MMXI viene considerato l'undicesimo album in studio della band statunitense heavy metal Manowar. Il disco è la ri-registrazione dell'album di debutto Battle Hymns con l'aggiunta di 2 tracce live. È stato rimasterizzato con tecnologie più moderne rispetto all'edizione del 1982 al fine di avere un suono più potente e pulito rispetto all'incisione originale.

## Tracce
1. Death Tone – 5:07
2. Metal Daze – 4:33
3. Fast Taker – 4:07
4. Shell Shock – 4:33
5. Manowar – 4:01
6. Dark Avenger – 6:24
7. William's Tale – 1:51
8. Battle Hymn – 9:23
9. Fast Taker (bonus track live) – 3:54
10. Death Tone (bonus track live) – 4:58

## Formazione
- Karl Logan - chitarra
- Joey DeMaio - basso
- Donnie Hamzik - batteria
- Eric Adams - voce